# Mepschengasthuis
Het Mepschengasthuis (ook Sint-Annengasthuis genoemd) is een gasthuis in de Oude Kijk in 't Jatstraat in de stad Groningen.

## Geschiedenis
Het gasthuis werd op 24 september 1479 gesticht door Syerd Lewe (ook wel de Mepsche en Meyma genoemd), weduwe van Otto ter Hansouwe, burgemeester van Groningen. Zij woonde in het Hinckaertshuis, dat direct naast het gasthuis staat. Het gasthuis werd gesticht ter ere van de heilige Anna, de moeder van Maria. Het gasthuis werd daarom ook Sint-Annengasthuis genoemd.

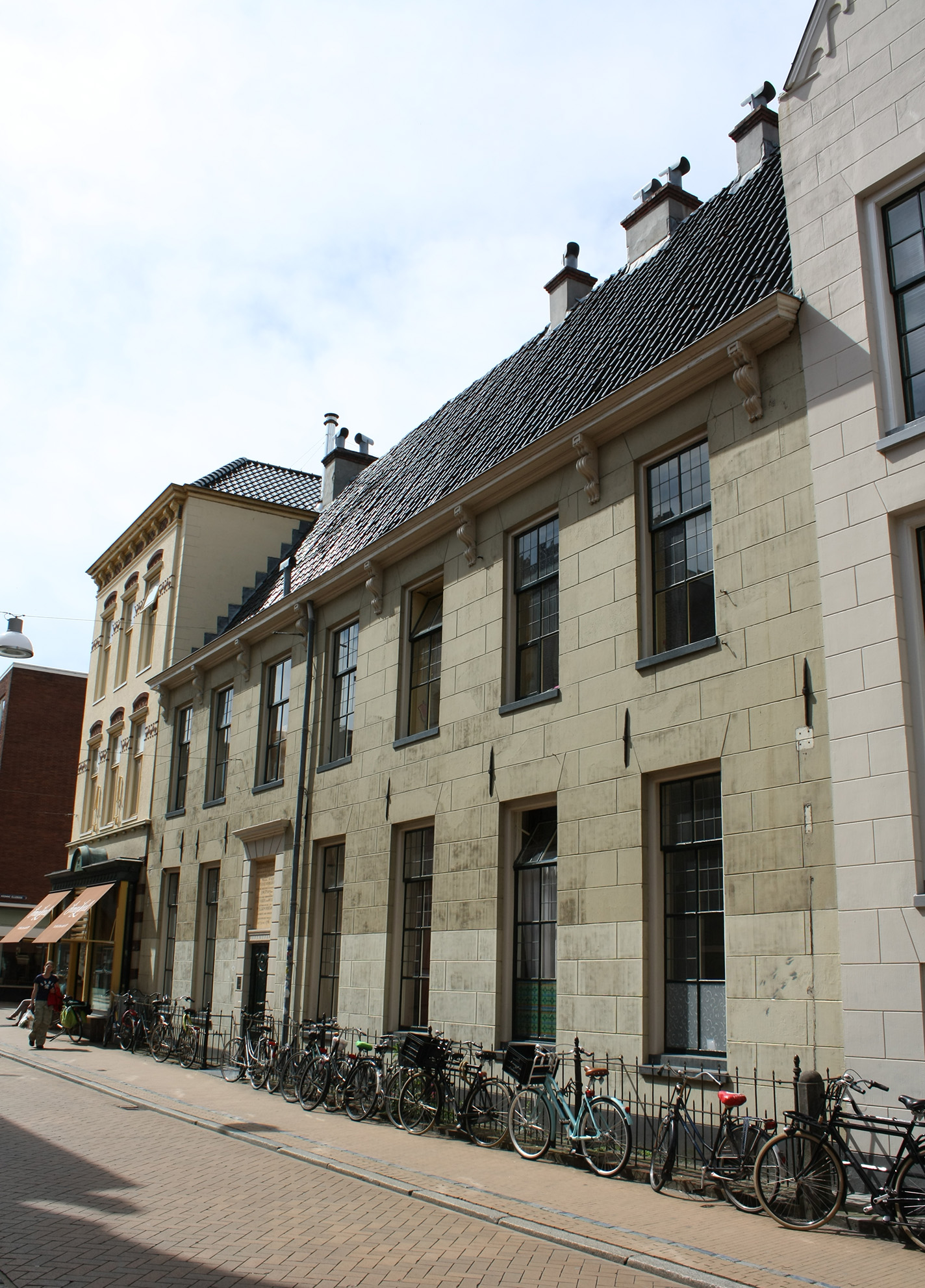
Mepschengasthuis

Het huis was bedoeld voor de opname van vijftien personen, later werd dit aantal teruggebracht naar twaalf en vervolgens naar acht personen. Syerd zelf was de eerste voogdes. Na haar dood werd het gasthuis beheerd door de vicaris van de door Syerd gestichte vicarie in de Der Aa-kerk. Deze vicaris diende van zijn handelen rekening en verantwoording af te leggen aan een college gevormd door twee Groninger burgemeesters, de pastoor van de kerk en de oudste erfgenaam van Syerd in Groningen. Daarboven stond het oppertoezicht door de burgemeesters en de raad gezamenlijk. Aan de erfgenamen van Syerd, leden van de familie De Mepsche, dankt het huis zijn naam als Mepschengasthuis. Na de reductie van Groningen in 1594 werden de voogden door burgemeesters en raad benoemd. De erfvoogdij bleef in handen van leden van de familie De Mepsche en ging na vererving op Coenders van Huizinge en Storm van 's-Gravesande. In 1843 kwam er een einde aan de erfvoogdij, waarover echter nog wel processen door familieleden tegen het stadsbestuur werden gevoerd.
Het gasthuis werd in 1786 gerenoveerd onder verantwoordelijkheid van de erfvoogdes Johanna Juliana Coenders van Huizinge (1731-1817), gehuwd met Jacob Charles Storm van 's-Gravesande.
In 1982 werden er nieuwe statuten voor het gasthuis door de rechtbank opgesteld. De gemeente heeft inmiddels afgezien van het recht op benoeming van bestuursleden. De stichting heeft tot doel het in stand houden van het gasthuis en verhuurt kamers aan alleenstaande vrouwen.
Aduardergasthuis ·
Anna Varvers Convent ·
Armhuiszitten Convent ·
Hofje Ceramstraat ·
Corneliagasthuis ·
Doopsgezind Gasthuis ·
Gerarda Gockingahuis ·
Hesselinkstichting ·
Jacob en Annagasthuis · 
Juffer Margarethagasthuis ·
Juffer Tette Alberdagasthuis ·
Jan Luitjensgasthuis ·
Mepschengasthuis ·
Middengasthuis (Kleine Rozenstraat) ·
Middengasthuis (Grote Leliestraat) ·
Latteringe Gasthuis ·
Pelstergasthuis ·
Pepergasthuis ·
Pieternellagasthuis ·
Remonstrants Gasthuis ·
Rustoord ·
Sint Anthonygasthuis ·
Sint Martinusgasthuis ·
Hofje Tellegenstraat ·
Ter Schouw-Van Sanen Stichting ·
Typografengasthuis ·
Ubbenagasthuis ·
Vrouw Fransensgasthuis ·
Vrouw Wilsoors- of Aaffien Olthofsgasthuis ·
Weldadige Stichting Ketelaar-Bos ·
Wytzes- of Schoonbeeksgasthuis ·
Zeylsgasthuis